# Maxus D90
Maxus D90 – samochód osobowy typu SUV klasy wyższej produkowany pod chińską marką Maxus w latach 2017–2023 oraz jako Maxus Territory od 2023 roku.

## Historia i opis modelu

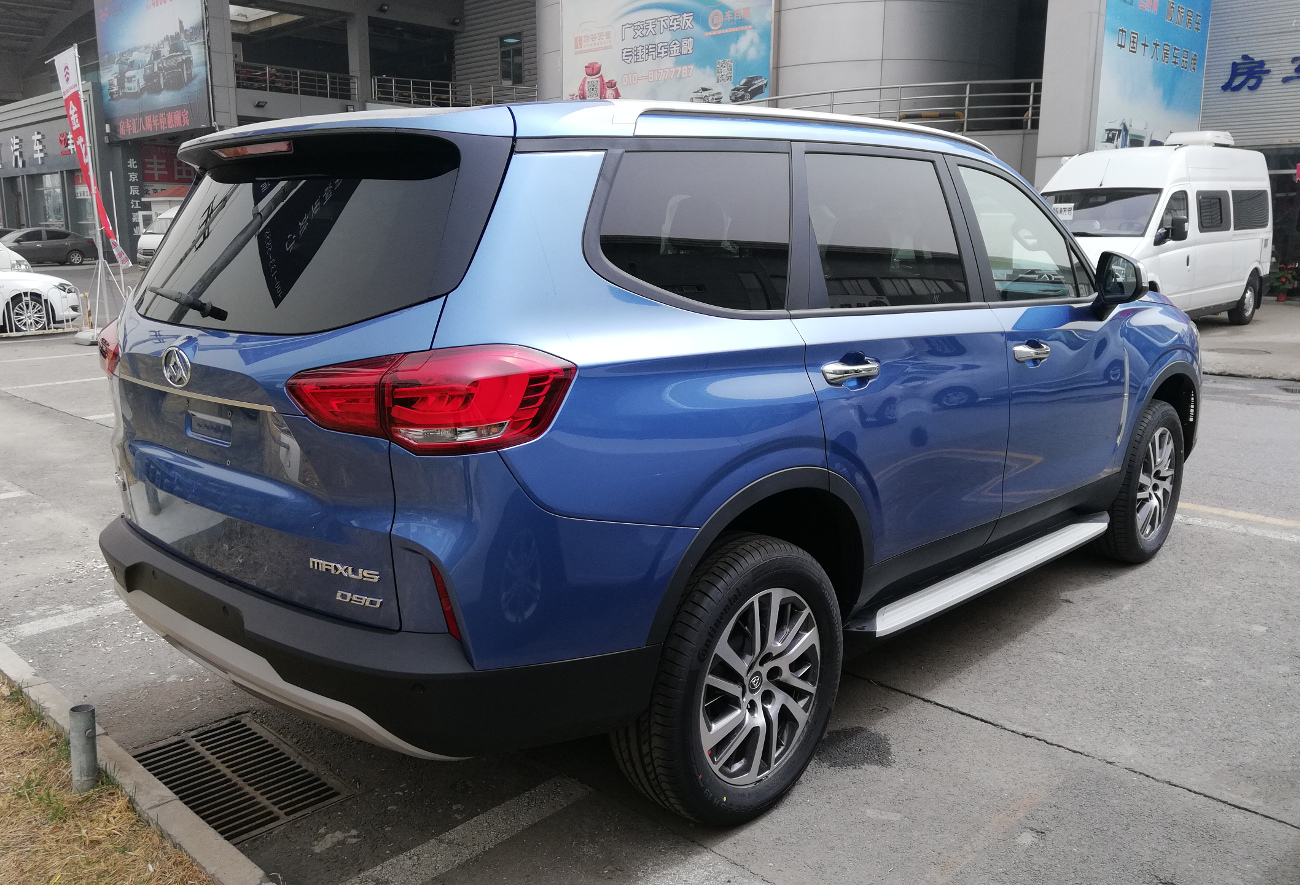
Maxus D90 – tył

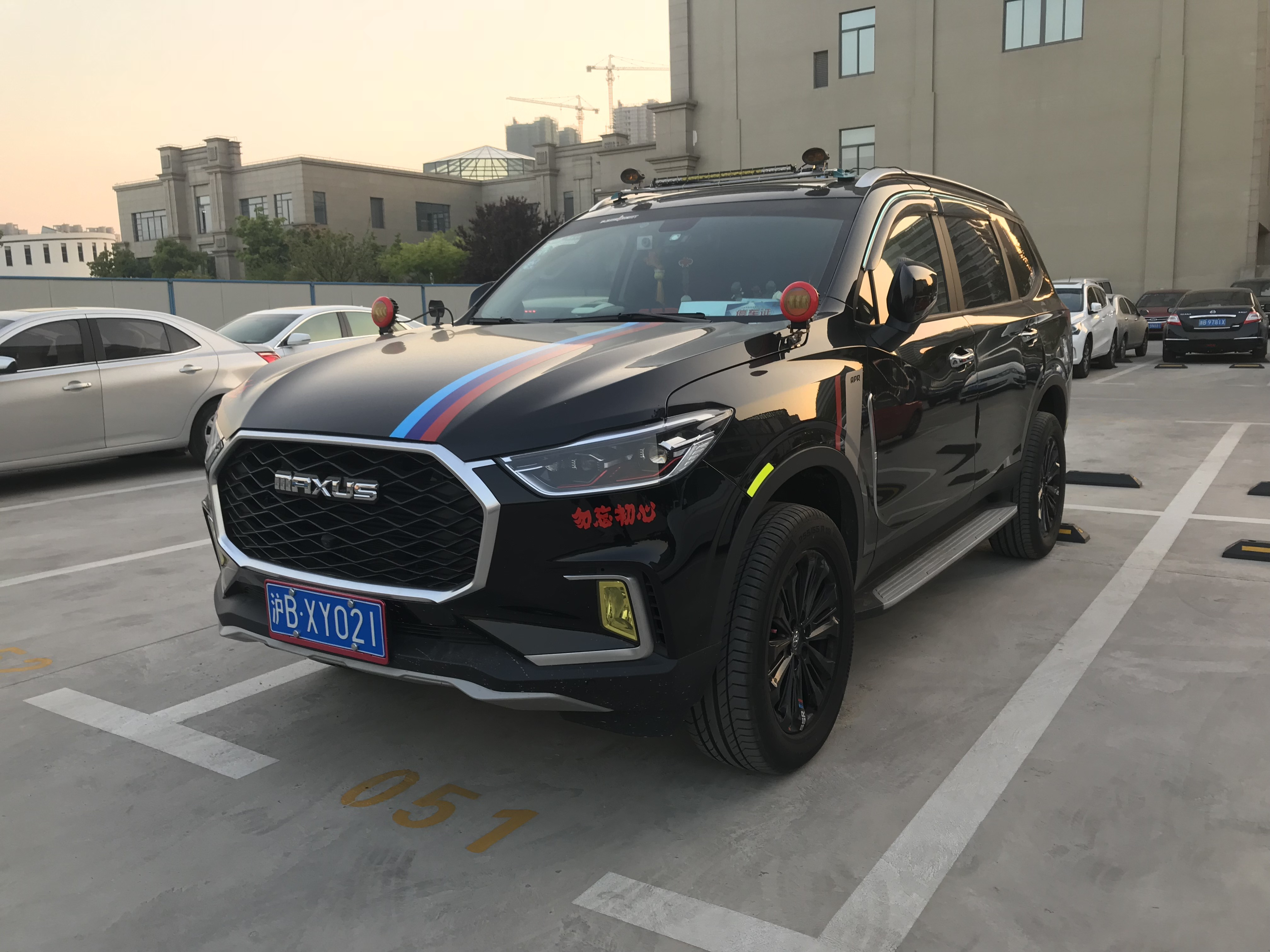
Maxus D90 Pro

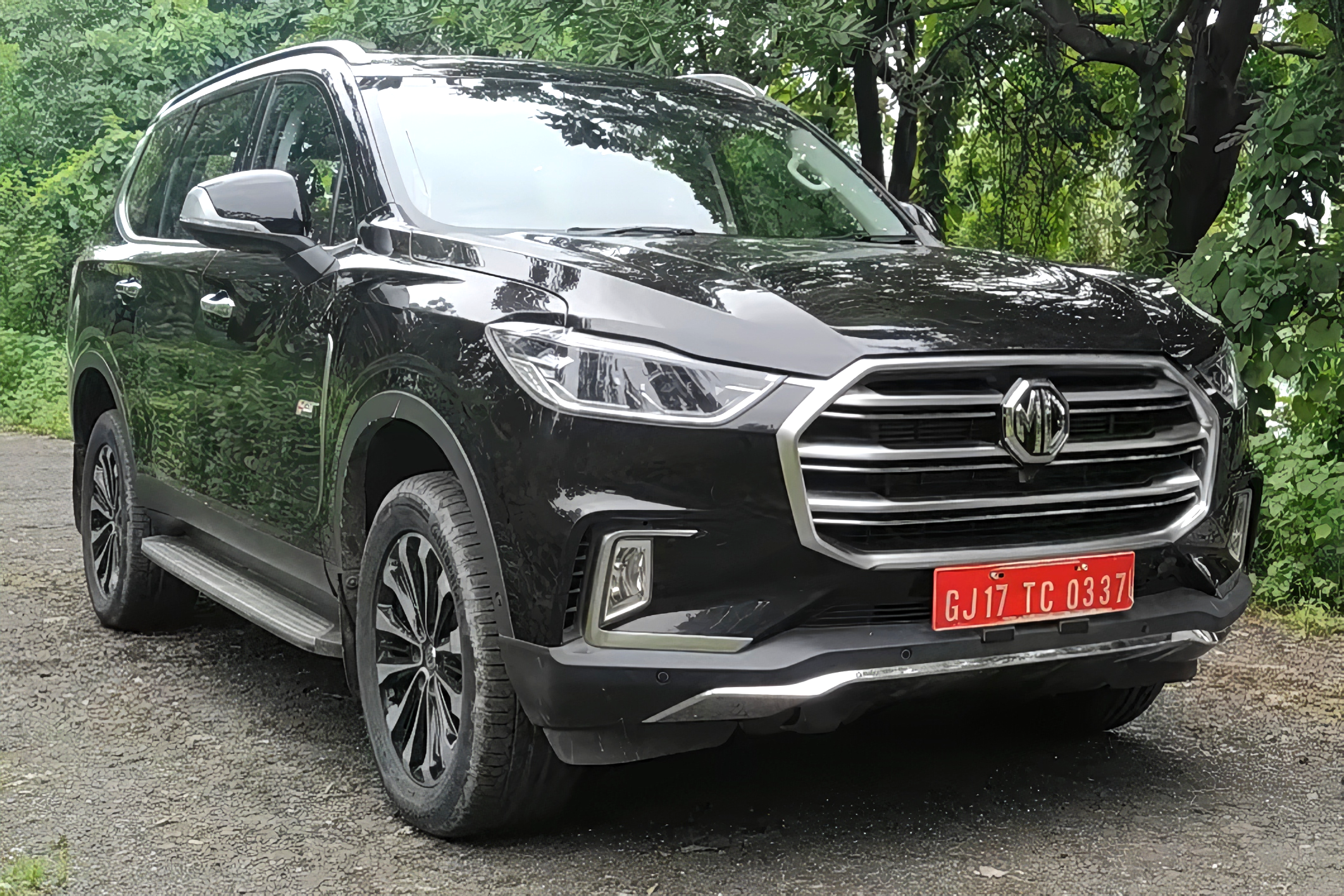
indyjski MG Gloster

Studyjną zapowiedzią pierwszego SUV-a chińskiej marki Maxus, dotychczas skoncentrowanej na samochodach dostawczych, był prototyp D90 Concept przedstawiony w kwietniu 2016 roku.
Produkcyjny model jako Maxus D90 zadebiutował rok później jako duży SUV oferujący możliwość przewiezienia do 7 pasażerów na trzech rzędach siedzeń. Pojazd został zbudowany w oparciu o ramę, dzieląc rozwiązania techniczne z pickupem T60. Kabinę pasażerską utrzymano w luksusowym stylu, z rozległym ekranem systemu multimedialnego, dominującym na desce rozdzielczej.
Pod kątem wizualnym samochód zyskał masywną, foremną sylwetkę z wysoko poprowadzoną linią dachu, a także agresywnie ukształtowanymi reflektorami i dużą, chromowaną atrapą chłodnicy z centralnie umieszczonym logo marki Maxus. Gamę jednostek silnikowych utworzyły dwulitrowe jednostki benzynowe konstrukcji macierzystego koncernu SAIC.

### Restlizacje
W kwietniu 2020 roku Maxus D90 przeszedł na wewnętrznym chińskim rynku nieznaczną modernizację, która ograniczyła się głównie do nowego obramowania oraz wypełnienia atrapy chłodnicy, a także zastąpienia loga producenta dużym napisem MAXUS. Ponadto, dokonana została korekta nazwy na Maxus D90 Pro. Zmiany nie objęły wariantów eksportowych.
W sierpniu 2022 podczas targów samochodowych Chengdu Auto Show zadebiutowała zmodernizowana i bardziej luksusowa odmiana pod nazwą Maxus Territory. Wyróżniła się ona inną stylizacją, z dwurzędowymi reflektorami w stylu pickupa T90, a także dużym sześciokątnym wlotem powietrza. Tylne lampy wykonane w technologii LED połączyła świetlna listwa, z kolei kabina pasażerska zyskała inną deskę rozdzielczą z centralnym ekranem dotykowym, a także fotele pokryte skórą. Po roku współistnienia w gamie, Territory ostatecznie zastąpił D90 Pro w 2023.

### Sprzedaż
Pierwotnie Maxus D90 powstał z myślą o rodzimym rynku chińskim, trafiając tam do sprzedaży poczynając od sierpnia 2017 roku. W połowie 2018 roku rozpoczęto także eksport samochodu do Australii i Nowej Zelandii pod alternatywną, lepiej rozpoznawalną w krajach anglosaskich marką LDV, jako LDV D90. We wrześniu 2020 roku zadebiutował także wariant dużego SUV-a dla rynku indyjskiego. Pod nazwą MG Gloster samochód zasilił lokalną ofertę bratniej marki MG Motor koncernu SAIC, powstając w lokalnych zakładach w Halol.

### Silniki
- R4 2.0l Turbo
- R4 2.0l Twin-turbo
- R4 2.0l Turbodiesel